# Psychoda gressitti
Psychoda gressitti és una espècie d'insecte dípter pertanyent a la família dels psicòdids.

## Etimologia
El seu nom científic honora la figura del Dr. J. L. Gressitt per les seues contribucions en l'estudi dels dípters de la Micronèsia.

## Descripció
- La femella fa 0,7-0,8 mm de llargària a les antenes, mentre que les ales li mesuren 1,3-1,4 de longitud i 0,5-0,6 d'amplada.
- Les antenes de la femella presenten 15 segments (el núm. 14 és molt petit i està fos al 13).[2]
- El mascle no ha estat encara descrit.
- Aquesta espècie està estretament relacionada amb Psychoda adyscheres, Psychoda quadrifilis i Psychoda rarotongensis pel que fa a l'estructura de les antenes (15 segments, dels quals el 14 és xicotet i fos amb el 13 en totes aquestes espècies). L'únic tret distintiu conegut per separar a totes quatre espècies (davant la manca de mascles de P. gresitti) és la forma característica de la placa subgenital de les femelles.[2]

## Distribució geogràfica
Es troba a la Micronèsia: les illes Carolines.